# 九州産業大学造形短期大学部
九州産業大学造形短期大学部（きゅうしゅうさんぎょうだいがくぞうけいたんきだいがくぶ、英語: Kyushu Sangyo University,  Zokei Junior College of Art and Design）は、福岡県福岡市東区松香台2-3-1に本部を置く日本の私立大学。1965年創立、1968年大学設置。大学の略称は造形短大または造短（ぞうたん）。

## 概観

### 大学全体
- 福岡県福岡市東区に所在する日本の私立短期大学で、設置主体は学校法人中村産業学園[1]。
- 1968年に九州造形短期大学として開学。九州産業大学の併設校であり、敷地は2016年3月に九州産業大学芸術学部と同じ芸術エリアに移転をした。学長は黒岩恭介。2007年4月より美術科、デザイン科、写真科の3学科を廃し、造形芸術学科の1科13専攻の新しいカリキュラムがスタート。2016年4月には1学科3領域10系列の新しいカリキュラムがスタートした。2017年4月より名称変更を行い、九州産業大学造形短期大学部として新たなスタートを切った。

### 建学の精神（校訓・理念・学是）
- 九州産業大学造形短期大学部における建学の精神は「産学一如」となっている。
- 以下の教育理念がある。
  - 造形芸術への意欲
  - 自由な精神
  - 確かな技術
  - 自主性のある人間づくり
  - 創造的可能性
  - 広い視野

### 教育および研究
- 九州産業大学造形短期大学部は造形芸術学科のみの単科短大となっているが、ビジュアルデザイン領域、アーツ領域、生活デザイン領域をベースに10系列からなる。

### 学風および特色
- 九州産業大学造形短期大学部は2006年度、2013年度、財団法人短期大学基準協会における第三者評価の結果、「適格」認定を受けている。
- 九州で唯一の私立美術系短大で男女共学である。
- これまで、さいとうたかを・U.G.サトー・佐木隆三らによる講演会が行われた。
- 九州産業大学造形短期大学部生は食堂や図書館、無線LANなど九州産業大学の施設も使うことが出来る。
- サークルは2016年4月現在では軽音楽部、アニメーション同好会、マンガ研究会、美術愛好会、色部などが存在している。また、短期大学生が九州産業大学のサークルに入部している例もある。

## 沿革
- 1965年
  - 4月1日 九州芸術学院を創設[2]。
- 1968年
  - 3月15日 左記を以て文部省[注 3]より短期大学の設置が認可される[注 4]。
  - 4月1日 九州造形短期大学が以下の学科体制にて開学[注 5]。
    - 美術科 入学定員30名[注釈 1]
    - デザイン科 入学定員60名[注釈 1]
    - 写真科 入学定員30名[注釈 1]

  - 5月1日 学生数[9]/定員
    - 美術科 13[注 6]/30
    - デザイン科 54[注 7]/60
    - 写真科 20[注 8]/30
- 1969年
  - 教職課程を置く。
- 1970年
  - 5月1日 学生数[10]/定員
    - 美術科 46[注 9]/60
    - デザイン科 190[注 10]/120
    - 写真科 51[注 11]/60
- 1976年
  - 4月1日 デザイン科の入学定員を60→150に増員[注 12]
  - 11月10日 設置者を以下の通り変更する[14]。
    - 学校法人九州中村高等学園→中村産業学園

  - 5月1日 学生数[15]/定員
    - 美術科 83[注 13]/60
    - デザイン科 424[注 14]/210
    - 写真科 54[注 15]/60
- 1977年 学生数[16]/定員
  -     - 美術科 84[注釈 2]/60
    - デザイン科 407[注 16]/300
    - 写真科 46[注 17]/60
- 1980年
  - 7月19日 新キャンパスに移転[17]。
- 1985年
  - 5月1日 学生数[18]/定員
    - 美術科 44[注 18]/60
    - デザイン科 328[注 19]/300
    - 写真科 43[注 20]/60
- 1986年
  - 5月1日 学生数[19]/定員
    - 美術科 39[注 21]/60
    - デザイン科 401[注 22]/300
    - 写真科 52[注 23]/60
- 1987年
  - 5月1日 学生数[20]/定員
    - 美術科 55[注 24]/60
    - デザイン科 468[注 25]/300
    - 写真科 62[注 26]/60
- 1990年
  - 教職課程の再認定を受ける。
- 1991年
  - 4月1日 デザイン科の入学定員を150→225に増員[注 27]。
- 1991年
  - 5月1日 学生数[25]/定員
    - 美術科 80[注 28]/60
    - デザイン科 500[注 29]/375
    - 写真科 83[注 30]/60
- 1992年
  - 5月1日 学生数[注 31]/定員
    - 美術科 78[注 32]/60
    - デザイン科 575[注 33]/450
    - 写真科 85[注 34]/60
- 1999年
  - 5月1日 学生数[28]/定員
    - 美術科 70[注 35]/60
    - デザイン科 538[注 36]/450
    - 写真科 76[注釈 2]/60
- 2002年
  - 4月1日 学科の入学定員を以下の通り変更する[29]。
    - 美術科 30→20
    - デザイン科 225→170
    - 写真科 30→40
- 2006年
  - 4月1日 以下の学科については、この年度で学生募集を最終とする[注 37]。
    - 美術科[注 38]
    - デザイン科[注釈 3]
    - 写真科[注釈 3]
- 2007年
  - 4月1日 この年度の入学生よりデザイン科に美術科及び写真科を統合し、以下の学科として再編される[30]。
    - 造形芸術学科 入学定員200名
- 2016年
  - 4月1日 造形芸術学科の入学定員を200→150に減員[33]。
  - キャンパスを九州産業大学芸術学部エリアに移転。
- 2017年
  - 4月1日 九州産業大学造形短期大学部に名称変更[34]。併設校の九州産業大学との連携を強化[35]。

## 基礎データ

### 所在地
- 福岡県福岡市東区松香台2丁目3-1

### 象徴
- 九州産業大学造形短期大学部のカレッジマークは「Zokei」の「Z」をデザイン化したものとなっている。ほか右記資料も参照のこと[注 39]。

### 組織

#### 学科
- 造形芸術学科（2024年度入学生より）

　　　　◾️芸術表現領域
　　　　　　　▶︎絵画系
　　　　　　　▶︎立体造形系
　　　　　　　▶︎写真系　
　　　　◾️ビジュアルデザイン領域
　　　　　　　▶︎グラフィックデザイン系
　　　　　　　▶︎アニメーション・映像系
　　　　　　　▶︎イラストレーション系　
　　　　◾️生活環境デザイン領域
　　　　　　　▶︎インテリアデザイン系
　　　　　　　▶︎プロダクトデザイン系
　　　　　　　▶︎陶芸系
　　　　　　　▶︎ファッションデザイン系
- 造形芸術学科（2021年度入学生より）
  - グラフィックデザイン系
  - マンガ・イラスト・フィギュア系
  - ゲーム・メディアデザイン系
  - アニメーション・映像系
  - インテリア・プロダクト系
  - 陶芸系
  - ファッション・テキスタイル系
  - デザイン書道系
  - 写真系
  - 絵画・立体造形系
- 造形芸術学科（2016年度入学生〜2020年度入学生）
  - グラフィックデザイン系
  - マンガ・イラスト・フィギュア系
  - ゲーム・メディアデザイン系
  - アニメーション・映像系
  - インテリア・プロダクト・雑貨系
  - 陶芸系
  - ファッション・テキスタイル系
  - アート書道系
  - 写真系
  - 絵画・立体造形系
- 造形芸術学科（2007年度入学生〜2015年度入学生）
  - ファインアート立体専攻
  - ファインアート平面専攻
  - 染織専攻
  - ファッションデザイン専攻
  - 陶芸専攻
  - 金工アクセサリー専攻
  - マンガ専攻
  - グラフィックデザイン・イラスト専攻
  - メディアデザイン専攻
  - 映像・アニメーション専攻
  - スペース・インテリアデザイン専攻
  - プロダクトデザイン専攻
  - 写真専攻

##### 過去の学科体制
- 美術科 入学定員20名[注釈 4]
- デザイン科 入学定員170名[注釈 4]→造形芸術学科
- 写真科 入学定員40名[注釈 4]

#### 専攻科
- なし

#### 別科
- なし

##### 取得資格について
- かつては短期大学にも中学校教諭二種免許状（美術）の教職課程が旧・美術科およびデザイン科に設置されていた[注 40]。現在は、九州産業大学との単位互換制度を利用することが必要となっている。詳細は、問合せされたい。

### 研究
- 『九州造形短期大学紀要』[43]
- 『九州産業大学造形短期大学部紀要』[44]ほか

## 学生生活

### 学園祭
- 九州産業大学造形短期大学部の学園祭は「香椎祭」と呼ばれ併設校の九州産業大学と共に、例年10月の末から11月の初頭にかけて行われる。

## 大学関係者と組織

### 大学関係者組織
- 九州産業大学造形短期大学部奨学生制度がある。

### 大学関係者一覧

#### 著名な出身者
- 宮城倫子（女子プロレスラー、九産大プロレス研究部 → センダイガールズ→スターダム→フリー→GLEAT（2021〜））
- 石川えりこ（絵本作家）

## 施設

### キャンパス
- 交通アクセス
  - JR鹿児島本線・九産大前駅
  - 西鉄バス・「九州産業大学南口」バス停留所
- 学園内の16号館、15号館を主に利用し、陶芸や染色、織り、木工、彫刻、写真、映像の作品制作をするための工房棟がある。15.16号館は九州産業大学芸術学部と共同で利用している。
- 設備：総合情報センター・図書館・美術館・キャリア支援センター・学生食堂など九州産業大学と共同使用している。
- 九州産業大学美術館が隣接しており、学生は無料で観覧することができる。

### 寮
- 大学から徒歩5分のところに九州産業大学と共用の女子寮「立花寮」がある。個室80室、内短大の割り当て分20室。そのほかに下宿やアパートの斡旋も行っている。

## 対外関係

### 系列校
- 九州産業大学
- 九州産業大学付属九州産業高等学校
- 九州産業大学附属九州高等学校
- 九州英数学舘（予備校）
- 福岡美術研究所（美術系予備校）
- 国際言語学院（留学生の準備教育）

## 社会との関わり
- 地域に密着したアート活動を行っている。福岡市や企業からの製作依頼がありイベントのボランティア活動にも力をいれている。

## 卒業後の進路について

### 編入学･進学実績
- 併設校の九州産業大学ほか佐賀大学・武蔵野美術大学・女子美術大学・京都精華大学・大阪芸術大学・大阪成蹊大学・近畿大学などがある。なお、九州産業大学へは芸術学部以外に商学部（Ⅰ部）・国際文化学部などへの編入学も可能である。